# زمردی دم‌کوتاه
زمردی دم‌کوتاه (نام علمی: Chlorostilbon poortmani) نام یک گونه از سرده زمردی‌ها است.